# Bardstown
Bardstown és una població dels Estats Units a l'estat de Kentucky. Segons el cens del 2000 tenia 10.374 habitants.

## Demografia
Segons el cens del 2000, Bardstown tenia 10.374 habitants, 4.195 habitatges, i 2.701 famílies. La densitat de població era de 557,9 habitants/km².
Dels 4.195 habitatges en un 34,6% hi vivien nens de menys de 18 anys, en un 42,7% hi vivien parelles casades, en un 17,6% dones solteres, i en un 35,6% no eren unitats familiars. En el 31,2% dels habitatges hi vivien persones soles el 10,9% de les quals corresponia a persones de 65 anys o més que vivien soles. El nombre mitjà de persones vivint en cada habitatge era de 2,4 i el nombre mitjà de persones que vivien en cada família era de 3.
Per edats la població es repartia de la següent manera: un 27,7% tenia menys de 18 anys, un 9,8% entre 18 i 24, un 29,8% entre 25 i 44, un 19,7% de 45 a 60 i un 12,9% 65 anys o més.
L'edat mediana era de 33 anys. Per cada 100 dones de 18 o més anys hi havia 83,6 homes.
La renda mediana per habitatge era de 31.497$ i la renda mediana per família de 41.065 $. Els homes tenien una renda mediana de 31.850$ mentre que les dones 20.537$. La renda per capita de la població era de 17.681 $. Entorn del 14,6% de les famílies i el 17,7% de la població estaven per davall del llindar de pobresa.

## Poblacions més properes
El següent diagrama mostra les poblacions més properes.